# Felipe Corpos
Felipe Benicio Corpos (1935 - 1974) Nacido en Paraje La Loma, Departamento Figueroa, Santiago del Estero fue un compositor de folclore argentino de la región Noroeste. Cofundador del Alero Quichua Santiagueño en audición radial y grabación discogràfica.

## Inicios
Un 23 de agosto de 1935 nació en el Paraje La Loma, Departamento Figueroa, Santiago del Estero, República Argentina, Felipe Benicio Corpos, quichuista, payador, coplero, compositor y uno de los poetas más exquisitos de nuestro folclore bilingüe [cita requerida]. Luego su familia se trasladó a Pampa Muyoj dentro de la misma provincia. En ese lugar sus padres, Pío Corpos y Ramona Domínguez, tenían una pista bailable denominada “La Salamanca”. Creció entre quichuistas, de allí que era un eximio quichua hablante. Cursó la escuela secundaria en la ciudad de Santiago del Estero. En la provincia de Córdoba inició sus estudios universitarios. De regreso a Santiago del Estero, ingresó como empleado de un afamado comercio de la época, y ello motivó a que fuera conociendo los movimientos del centro de la ciudad y acrecentara su interés por todas las manifestaciones culturales.
En Córdoba encontró al amor de su vida, María Angélica, oriunda de Río de los sauces, Córdoba, con quien formaría su familia y con quien tuvo sus cuatro hijos, todos santiagueños, ya que se radicaron en el Barrio Sarmiento de la ciudad capital de Santiago del Estero.

## Alero Quichua Santiagueño y radio
Fue junto a Sixto Palavecino, Vicente Salto y Domingo Bravo, entre otros, fundador de la audición “Alero Quichua Santiagueño” que se emitía por LRA21 Radio Nacional Santiago del Estero, audición que posteriormente se convirtió en una institución de quichua hablantes. Junto a Sixto Palavecino, iniciaron un camino que los llevaría a la creación de todo un cancionero que enriquece el canto criollo nacional. Fue el primer conductor y coordinador del Alero quichua. Creó además, la audición Domingos Santiagueños para dar salida a sus inquietudes en los meses de receso del Alero Quichua. En marzo de 1972, colaboró con los esposos Gramajo - Martínez Moreno desde el “Centro de Artesanías Santiagueñas” donde dictó clases de quichua. El 1 de abril de 1973, Felipe Corpos convocó a conocidas personalidades de nuestro medio a la Primera Mesa Redonda Radial del Nativismo que se realizó en LRA 21 Radio Nacional para debatir “El origen de la chacarera”. En mayo de 1973 tuvo activa participación con el auspicio del Alero Quichua Santiagueño en un disco larga duración denominado “Santiago del Estero, desde sus coplas al país”. En 1974, formó parte como socio fundador de la Asociación de Folcloristas Santiagueños y como Prosecretario de la Sociedad Argentina de Escritores de Santiago del Estero.
Le gustaba visitar a los quichuistas en su propio ámbito, solo o con la gente del Alero. Corpos era visitante habitual de Villa Atamishqui y Loreto, desde donde solía partir hacia la casa de los hablantes. Ponía letra a cuanto tema instrumental hubiese, en su afán por participar de la rueda de cantores. Solía cantar improvisando, sobre todo cuando encontraba un buen contendiente, como "Antuco" Mattar, por ejemplo. En los escenarios y en la radio era un excelente presentador y animador.

## Obras compuestas
Entre las letras escritas por él podemos mencionar "La Ñaupa Ñaupa", “La atamishqueña” , “La ronquera”, “La queñalita”, “La chimpa machu”, “Juntando mishtol”, “La añapita”, “El Sacherito”, “Mi tata sabía cantar”, “Sacha Sachamanta”, “Como el sacha mishi”, “Coplitas Amanecidas”, “El Tasigastero”, "Me has de querer que no?", entre tantas otras. Tuvo una gran participación en las grabaciones de los cinco volúmenes que grabó el Alero Quichua en el sello Diapasón, como compaginador, coordinador y traductor de las versiones literarias.

## Premonición o casualidad
El 13 de diciembre de 1974, falleció en Buenos Aires, en el Hospital del Quemado, luego de haber sido trasladado días antes por haber sufrido quemaduras en un accidente, en el comercio donde trabajaba. Como una premonición, en La Ñaupa Ñaupa nos decía: "Me han de quemar los engaños / y han de chamuscar mi vida / pero yo reviento en coplas / como flor de maíz pishinga.

## Homenajes
Quienes lo conocieron, lo recuerdan como un amigo atento, comedido y desinteresado.
En la ciudad de Santiago del Estero una calle del Barrio Tradición lleva su nombre, al igual que una escuela de Pampa Múyoj ubicada a la vera de la Ruta Nacional 64. En 2015, en LRA21 Radio Nacional Santiago del Estero, al escenario mayor del auditorio, se le impuso el nombre de Felipe Benicio Corpos, en su honor.
- Datos: Q21002081